# Estońska Akademia Nauk
Estońska Akademia Nauk (est. Eesti Teaduste Akadeemia) – akademia naukowa w Estonii. Została założona 22 października 1938 r.